# 캐슬린 킨몬트
캐슬린 킨몬트(Kathleen Kinmont, 1965년 2월 3일 ~ )는 미국의 블로거, 배우이다.
로스앤젤레스에서 태어났다.

## 출연 작품
- 벌거벗은 증인 (2002년)
- 갱랜드 (2000년)
- 나이트 머더 (1997년)
- 텍사스 페이백 (1996년)
- 에로틱고스트 (1995년)
- 스톤 데드 (1994년)
- CIA 암호명 알렉사 2 (1993년)
- CIA 암호명 알렉사 (1992년)
- 파이널 임팩트 (1992년)
- 킬링 머신 (1991, Sweet Justice)
- 어둠의 전사 (1991, Night of the Warrior)
- 샤도우 데스 (1991년)
- 스네이크 이터 2 (1991년)
- 롤러 브레이드 전사 (1989년)
- 좀비오 2 (1989년)
- 피닉스 더 워리어 (1988년)
- 할로윈 4 (1988년)
- 젊은 전사들 (1987년)
- 팜스프링스의 청춘 (1985년)
- 하드바디 (1984년)

### 텔레비전
- 레니게이드 (1992-96)
- 우리 생애 나날들 (2002)